# NGC 4442
NGC 4442 é uma galáxia lenticular (SB0) localizada na direcção da constelação de Virgo. Possui uma declinação de +09° 48' 14" e uma ascensão recta de 12 horas, 28 minutos e 03,9 segundos.
A galáxia NGC 4442 foi descoberta em 15 de Abril de 1784 por William Herschel.